# Van Gronsfeld Diepenbrock

Familiewapen

Van Gronsfeld Diepenbroeck (ook: Gronsveld, Diepenbroick en Diepenbroek) was een (oorspronkelijk uit Gelre afkomstig) Nederlands geslacht waarvan een lid in 1814 in de Nederlandse adel werd opgenomen en dat met hem in 1827 uitstierf.

## Geschiedenis
De stamreeks begint met Gert von Diepenbrock die in 1326 met het slot Diepenbroick bij Bocholt werd beleend. Nazaten van hem werden op 5 oktober 1652 verheven tot baron des Helige Roomsche (H.R.) Rijks, op 22 juli 1719 tot graaf des H.R. Rijks en op 27 januari 1813 tot baron de l'Empire. Het geslacht kwam door huwelijk in 1468 in bezit van het slot Empel; tot 1754 zou nageslacht heer van Empel blijven. 
Johann Bertram Arnold (1657-1720) voegde Gronsveld toe aan de familienaam, om zijn claim op het gelijknamige Rijksgraafschap Gronsveld bij te zetten. De de facto regerende heren en kasteelbewoners waren afkomstig uit het geslacht Van Bronckhorst-Batenburg. Echter: in 1713 stierf Otto Willem van Bronckhorst-Batenburg, hulpbisschop van Osnabrück, en met zijn dood werden enkele oude erfenisaanspraken vacant . 
Een van zijn voorvaderen aan moeders' zijde was namelijk Wessel von Loë (ca.1435-1509), wiens andere kleindochter was getrouwd met Johan I van Bronckhorst-Batenburg (ca. 1485-1559). Er ontstond toen een langdurig juridisch geschil voor het keizerlijk kamergerechtshof. In 1719 werd Johann Bertram door keizer Karel VI verheven tot graaf, echter hij stierf een jaar later. 
Zijn zoon Frederick (1705-1754) zette de juridisch voort, maar in 1746 ging het graafschap Gronsveld definitief over naar de Beierse Maximiliaan Emanuel van Törring-Jettenbach.
Door huwelijk in 1729 kwam het geslacht tevens in bezit van Endegeest. Het laatste bezit was het kasteel Broekhof te Beers, na het overlijden van de laatste telg verviel dit huis en werd rond 1845 gesloopt.
De laatste telg, Willem Anna Louis van Gronsfeld Diepenbroeck-Impel werd bij Soeverein Besluit in 1814 benoemd in de Ridderschap van Brabant met homologatie van de titel van graaf; met hem stierf in 1827 het Nederlandse adellijke geslacht uit.

## Enkele telgen
Johan Bertram Arnold des H.R.Rijksgraaf van Gronsveld-Diepenbroick, heer van Empel, Millingen, Hurl en Groin (1657-1720), majoor, kamerheer, regeringsraad in Pruisen, in de Ridderschap van Kleef
- Friedrich des H.R.Rijksgraaf van Gronsfeld Diepenbroeck, heer van Empel, Millingen, Hurl en Groin (1705-1754), majoor in Statendienst, in de Ridderschap van Kleef; trouwde in 1729 met Catharina Jacoba van der Bijl, vrouwe van Endegeest, Wuustwezel, Westdoorn, Achterbroek, Brochem, Brecht, Werkendam en de Werken (1695-1744); trouwde in 1747 met Carolina Frederica Henriëtta Maria gravin von Bentheim-Steinfurt, vrouwe van Endegeest, Werkendam en de Werken (1726-1783)
  - Willem Anna Louis graaf van Gronsfeld Diepenbroeck-Impel, heer van Endegeest, Werkendam en de Werken (1750-1827), lid van de ridderschap van Brabant, van 1810 tot 1820 maire (burgemeester) van Beers, lid Provinciale Staten van Noord-Brabant; trouwde in 1786 op Huis Engbergen te Gendringen met Johanna Clara de Bruen van Smitsbergen (1753-1819), dochter van de heer van Engbergen
    - Frederic Charles des H.R.Rijksgraaf van Gronsfeld Diepenbroeck-Impel (1789–1813), lancier bij het Franse 2e Regiment Vélites van de Garde. Baron de l'Empire vanaf januari 1813.
- Bertram Philip Sigismund Albrecht des H.R. Rijksgraaf van Gronsfeld Diepenbroeck (1715–1772), gezant, koopman en in de Ridderschap van Holland
  - Amoena Sophia Frederika des H.R. Rijksgravin van Gronsfeld Diepenbroeck (1754-1832); trouwde in 1780 met Walraven Robbert Evert baron van Heeckeren van Waliën (1759-1833), page van Willem V, generaal-majoor, kamerheer i.b.d. des Konings, telg uit het geslacht Van Heeckeren

D'Aubremé † ·
Bentinck † ·
Van den Bosch ·
De Borchgrave d'Altena ·
Van Bylandt ·
Du Chastel de la Howarderie † ·
Van Gronsfeld Diepenbrock † ·
Dumonceau ·
Van der Duyn † ·
Festetics de Tolna ·
De Ficquelmont † ·
De Geloes ·
Van der Goltz † ·
Van Heerdt † ·
Van Heiden † ·
De Hochepied ·
Van Hoensbroeck ·
Van Hogendorp · 
Von Hompesch-Rürich † · 
De Larrey † ·
Van Limburg Stirum · 
Van Lynden ·
De Marchant et d'Ansembourg ·
Van Nassau la Lecq † ·
De Norman d'Audenhove ·
Von Oberndorff ·
Van Oranje-Nassau van Amsberg · 
De Perponcher Sedlnitsky ·
Von Quadt ·
Van Randwijck ·
Von Ranzow ·
Van Rechteren ·
Van Reede † ·
Van Renesse † · 
De Riquet de Caraman ·
Schimmelpenninck ·
Zu Stolberg-Stolberg ·
Van Wassenaer † ·
Wolff Metternich † ·
Van Zuylen van Nijevelt

Geslachten die tot de adel van het Koninkrijk der Nederlanden behoren of hebben behoord. Lijst volgens opgave van de Hoge Raad van Adel. †: Geslacht uitgestorven of titel vervallen.